# Phrynocephalus elegans
Phrynocephalus elegans är en ödleart som beskrevs av  Tzarevsky 1927. Phrynocephalus elegans ingår i släktet Phrynocephalus och familjen agamer. Inga underarter finns listade i Catalogue of Life.